# Estação Avtosavodskaia
Avtosavodskaia (em russo:  Автозаводская) é uma das estações da linha Zamoskvoretskaia (Linha 2) do Metro de Moscovo, na Rússia. Estação «Avtosavodskaia» está localizada entre as estações «Kolomenskaia» e «Paveletskaia».